# Comes With the Fall
Comes With the Fall foi um grupo de Heavy Metal/Hard Rock que atuou de 1999 a 2008 formado em Atlanta, Georgia por William DuVall atual Frontman do Alice in Chains

## Integrantes

### Atuais
- William DuVall - guitarra, vocal (1999-2008)
- Adam Stanger - baixo (1999-2008)
- Bevan Davies - bateria (1999-2008)

### Ex-Integrantes
- Nico Constantine - guitarra (1999-2001)